# Mbagani
Pour les articles homonymes, voir Binji.
Les Mbagani, aussi appelés Babindji, Bindji ou Binji, sont un peuple d'Afrique centrale établi en République démocratique du Congo, dans le territoire de Kazumba, dans le sud-ouest de la province du Kasaï-Occidental, avec comme chef-lieu Kananga. C'est un sous-groupe des Lubas. Ils ne sont pas à confondre avec les Bindji-Ngusu au nord-ouest de Dimbelenge ou les Bindi Bambo du sud de Lusambo.

## Population
Les Mbagani habitent dans les collectivités ou secteurs de Kavula, Mboie et Tshitadi. Ils sont voisins des Balwalwa, Basalampasu, Bakete de Luiza et Tsokwe de Tshikapa. Il y a aussi les Bena Ngoji, les voisins du territoire de Kazumba, de la mission catholique Ndekesha.
Leur population a été estimée à environ 35 000 personnes, mais ils sont aujourd'hui dispersés dans une grande région à l'est du royaume kuba.

## Culture

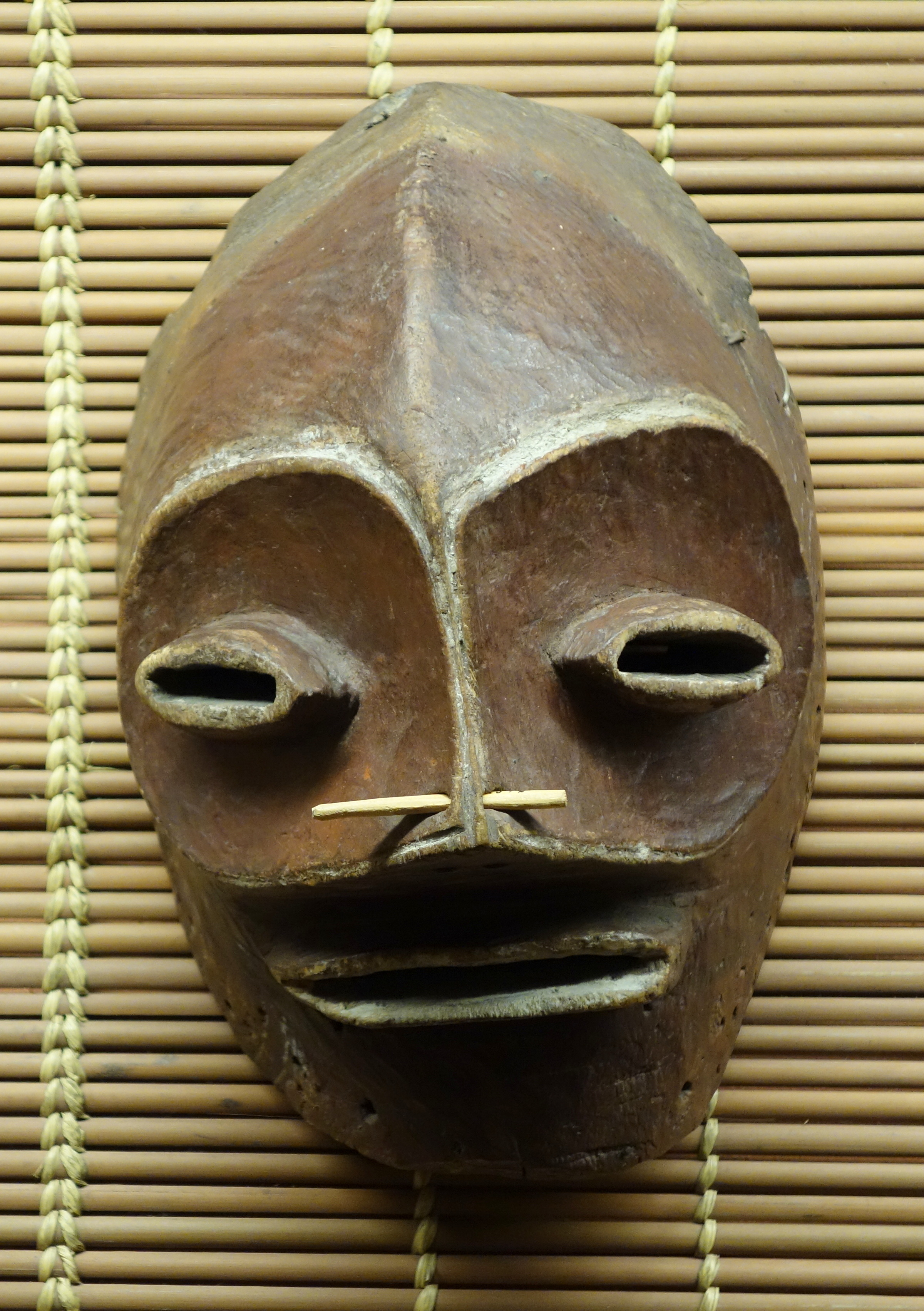
Masque de danse Mbagani (musée royal de l'Afrique centrale).

Tshibala, une importante mission catholique créée en 1937, Sainte Marie, est l’émergence de la culture bindji. Tshibala est situé à 180 km de Kananga, à 225 km de Tshikapa, un de grands centres miniers du Kasaï. Quelques années après furent créées d'autres missions catholiques : Kalomba, Nguema, Dibandishi Kabinda-Gazungu et Katshiabala.
Chaque année est organisé à Tshibala, fief des Mbagani, un festival dénommé FESCAT (Festival culturel et artistique de Tshibala), qui est avant tout un projet pour l'accompagnement des transformations sociales positives avec des impacts économiques et environnementaux auprès des populations locales. En effet, c'est une synergie d'efforts pour la meilleure connaissance des cultures africaines et en même temps une action de citoyenneté en vue de la prise en charge de la population par elle-même.
Ils ont créé des masques sculptés, notamment des masques-heaumes.

## Source
- « Cinq questions à Médard Mbuyal » (coordonnateur du Festival culturel et artistique de Tshibala) (Le Potentiel (RDC), 17 juin 2009)